# Judith Estrin
Judith Estrin (* 1954) ist eine amerikanische Unternehmerin und Internet-Pionierin. Ihr wird eine Schlüsselrolle in der Entwicklung des Internets zugeschrieben. Sie war Teil des ersten Stanforder Forschungsprojektes von Vint Cerf, welches das Transmission Control Protocol (TCP) entwickelte. Momentan ist sie als CEO von JLabs aktiv.

## Ausbildung
Estrin machte einen Bachelor in Mathematik und Informatik an der University of California, Los Angeles und einen Master in Elektrotechnik an der Stanford-Universität 1977.
In Stanford war sie Teil einer von Vint Cerf geleiteten Forschungsgruppe, die sich mit TCP/IP beschäftigte.

## Karriere
Nach Stanford arbeitete sie bei Zilog, wo sie an Mikroprozessoren arbeitete, und ein Forschungsteam leitete, das eines der ersten kommerziellen LAN-Systeme, Z-Net, entwickelte.
Sie hielt den Vorsitz bei mehreren Tech-Firmen, von denen sie einen Teil selber gründete.

## Auszeichnungen
- Sie war dreimal auf der Forbes-Liste der 50 Einflussreichsten Frauen in der amerikanischen Geschäftswelt genannt.[7]
- 2010: „Growth, Innovation and Leadership Award“ von Frost & Sullivan[8]
- 2025: Mitglied der National Academy of Engineering